# Zamość (comune rurale)
Zamość è un comune rurale polacco del distretto di Zamość, nel voivodato di Lublino.
Ricopre una superficie di 197 km² e nel 2004 contava 20 276 abitanti.
Il capoluogo è Zamość, che non fa parte del territorio ma costituisce un comune a sé.